# Lèmur ratolí de Margot Marsh
El lèmur ratolí de Margot Marsh (Microcebus margotmarshae) és una espècie de lèmur ratolí endèmica de Madagascar. L'holotip en fou recollit el 21 de maig del 2006. El 2006, Andriantompohavana et al. suggeriren que es tractava d'una espècie distinta, que fou descrita formalment per Lewis Jr et al. el 2008. Segons les proves genètiques, difereix genèticament del seu tàxon germà més proper, el lèmur ratolí de Claire (M. mamiratra).
Amb un pes d'uns 41 g, un cos de 8,4 cm i una cua de 14 cm, es tracta d'un lèmur ratolí de mida petita. Viu a la Reserva Especial del Bosc Classificat d'Antafondro, al nord de Madagascar.